# Untold Truths
Albums de Kevin Costner and Modern West
Turn It On
(2010)
Untold Truths est le 1er album studio de Kevin Costner and Modern West sorti en 2009.

## Autour de l'album
En 2011, l'album connait une nouvelle édition, avec une nouvelle pochette et compléter du 2nd album Turn It On.

## Liste des titres
| 1.    | Long hot night           | Morgan/Coinman         | 4:28 |
| 2.    | 90 miles an hour         | Chisolm/Morgan/Costner | 5:18 |
| 3.    | Hey man what about you ? | Coinman                | 4:35 |
| 4.    | Superman 14              | Coinman/Morgan         | 5:37 |
| 5.    | Don't lock'em away       | Costner/Coinman/Morgan | 3:45 |
| 6.    | Down in Nogales          | Coinman                | 4:34 |
| 7.    | Every intention          | Coinman/Rigby          | 4:13 |
| 8.    | 5 minutes from America   | Costner/Coinman/Morgan | 4:40 |
| 9.    | The sun will rise again  | Costner/Chisolm/Morgan | 3:38 |
| 10.   | Backyard                 | Coinman/Costner/Morgan | 4:38 |
| 11.   | Leland Iowa              | Coinman                | 4:05 |
| 12.   | Gotta get away           | Coinman/Costner/Morgan | 3:35 |
| 50:36 |                          |                        |      |